# Зиганшин, Ахметша
Зиганшин Ахметша (11 февраля 1909 года, д. Нижний Искубаш, Мамадышский уезд, Казанская губерния, Российская империя — 16 декабря 1971 года, пос. Угловое, Приморский край, СССР) — шахтостроитель, бригадир проходчиков. Герой Социалистического Труда.

## Биография
Родился 11 февраля 1909 года в деревне Нижний Искубаш Казанской губернии в семье крестьян.
Начальное образование получил сам, не обучаясь в школе. В пятнадцатилетнем возрасте уехал в Луганскую область и начал работать на Первомайском руднике. В 1927 году устроился на шахту «Альберт». С 1941 года — проходчик «Дальшахстстроя». Спустя год — бригадир проходчиков. Возглавляемый им коллектив работал на строительстве шахт № 6-6 бис, «Дальневосточная», «Приморская», «Озерная», «Амурская».
28 августа 1948 года Указом Президиума Верховного Совета СССР за выдающиеся успехи в деле увеличения добычи угля, восстановления и строительства угольных шахт и внедрения передовых методов работы, обеспечивающих значительный рост производительности труда ему было присвоено звание Героя Социалистического Труда с вручением ордена Ленина и золотой медали «Серп и Молот».
В 1959 году вышел на пенсию. Проживал в поселке Угловое.
Умер 16 декабря 1971 года. Похоронен на поселковом кладбище.

## Награды
- Орден Ленина (1948 год)
- Орден Трудового Красного Знамени
- Нагрудный знак «Почетный шахтер»

## Память
- В городе Артем одна из улиц названа в честь Ахметши Зиганшина.